# Alex Waller
Pour les articles homonymes, voir Waller.

a Compétitions nationales et continentales officielles uniquement.

b Matchs officiels uniquement.
Dernière mise à jour le 25 décembre 2024.
Alex Waller, né le 14 février 1990 à Kettering (Angleterre), est un joueur anglais de rugby à XV jouant au poste de pilier gauche. Il passe toute sa carrière aux Northampton Saints de 2009 à 2024.
Son frère cadet, Ethan Waller (en), est également un joueur professionnel de rugby à XV et joue également aux Northampton Saints.

## Biographie
Alex Waller naît à Kettering et est formé aux Northampton Saints.
Il joue son premier match professionnel avec son club formateur en 2009 en Coupe anglo-galloise contre les Ospreys. Deux après, en 2011, il joue la finale perdue de Coupe d'Europe contre le Leinster.
En 2014, il joue la finale de Challenge européen remportée 30 à 16 contre Bath Rugby et la finale de Championnat d'Angleterre gagnée 24 à 20 contre les Saracens,. Cette année, il est aussi sélectionné avec les England Saxons (équipe d'Angleterre réserve) pour un match contre les Ireland Wolfhounds (en). Il est ensuite sélectionné avec l'Angleterre pour la tournée d'été en Nouvelle-Zélande.
Durant la saison 2017-2018, il fait sa 150e apparition consécutive en championnat, ce qui en fait le record dans l'histoire.
De 2018 à 2021, il est le capitaine des Northampton Saints et remporte la Coupe d'Angleterre en 2019.
En 2023-2024, il prend part à la finale du Championnat d'Angleterre remportée 25 à 21 contre Bath Rugby, puis prend sa retraite sportive, en même temps que son frère cadet Ethan (en).

## Palmarès
- Northampton Saints
  - Vainqueur de la Coupe anglo-galloise/Coupe d'Angleterre en 2010 et 2019
  - Finaliste de la Coupe d'Europe en 2011
  - Finaliste de la Coupe anglo-galloise en 2012
  - Finaliste du Championnat d'Angleterre en 2013
  - Vainqueur du Challenge européen en 2014
  - Vainqueur du Championnat d'Angleterre en 2014 et 2024